# Kylesa
Kylesa es una banda de sludge metal de Savannah, Georgia, EE. UU., formada en el año 2001 por los antiguos miembros de la banda Damad, a los que se unió la guitarrista Laura Pleasants. Sus trabajos contienen elementos del sludge metal con influencias del rock psicodélico y el metal experimental. Desde su instauración, el grupo ha sufrido varios cambios en su formación, permaneciendo únicamente Pleasants y el vocalista Phillip Cope. La banda toma su nombre de la klesa, término budista empleado para describir las acciones negativas para el karma.

## Miembros
- Phillip Cope - voz, guitarra (2001-presente)
- Laura Pleasants - voz, guitarra (2001-presente)
- Corey Barhorst - bajo, voz (2002-presente)
- Carl McGinley - batería, percusión (2006-presente)
- Tyler Newberry - batería, percusión (2010-presente)

### Antiguos miembros
- Brian Duke - bajo, voz (2001)
- Christian Depken - batería, percusión (2001 - 2004)
- Brandon Baltzley - batería, percusión (2004 - 2005)
- Jeff Porter - batería, percusión (2006 - 2008)
- Eric Hernandez - batería, percusión (2008 - 2010)

### Músicos de sesión
- Michael Redmond - bajo en Kylesa
- Javier Villegas - bajo en Static Tensions

## Discografía

### Álbumes de estudio
- Kylesa (2002)
- To Walk a Middle Course (2005)
- Time Will Fuse Its Worth (2006)
- Static Tensions (2009)
- Spiral Shadow (2010)
- Ultraviolet (2013)

### EP
- Point of Stillness 7" (2002)
- No Ending/110 Heat Index (2004)
- Skeletal (2006)
- Unknown Awareness (2009)